# Edling
Edling is both a Village and the name of a đô thị ở huyện Rosenheim bang Bayern thuộc nước Đức.